# Bendik Singers
Bendik Singers — норвежская поп-группа, дважды представлявшая свою страну на конкурсе песни Евровидение.

## История
В состав группы входили Анне-Карине Стрём (формально; на Евровидении-1974 была представлена как отдельная исполнительница), Эллен Николайсен (в 1975 выступала сольно), а также братья Бенни и Бьорн Крус. Группа была создана знаменитым норвежским музыкантом и композитором Арне Бендиксеном (отсюда и название коллектива). В 1973 они стали победителями Melodi Grand Prix, исполнив песню «Å for et spill», и получили возможность отправиться на предстоящий конкурс песни Евровидение 1973 с англо-французской версией песни «It’s just a game». Выступление, прошедшее под пятым номером, было достаточно удачным: с результатом в 89 баллов музыканты финишировали седьмыми, хотя их конкурсная композиция и получила некоторую долю критики. Тем не менее группа пользовалась большой популярностью в своей стране (в 1973 Норвегия впервые вошла в десятку лучших на Евровидении с 1966); и через некоторое время после выступления на конкурсе исполнители выпускают сингл «Om hele verden sang i kor», ставший популярным в Норвегии. В августе 1973 Bendik Singers подписали контракт со звукозаписывающим лейблом EMI, после чего Эллен фактически уходит из группы, отказываясь от совместных записей с другими участниками; и на её место была временно выбрана Анне-Лиз Гьостёл.
В следующем году группа (вместе с Анне-Карине Стрём, представленной как отдельная вокалистка) снова становятся победителями Melodi Grand Prix. Песня «Hvor er du?», по мнению многих норвежских музыкальных критиков, могла бы иметь все шансы на успех. Однако на самом конкурсе их надежды не оправдались: выступление завершилось на последнем месте, с результатом в 3 балла. Это был третий раз за историю участия Норвегии, когда эта страна занимала последнее место. Директор норвежской телерадиовещательной компании, Фроде Тингернэйс, заметил, что «…Melodi Grand Prix ушло далеко от главной идеи — поднимать качество музыки и развлечений» (…Melodi Grand Prix har utviklet seg til en folkemeningens bingohall langt vekk fra den opprinnelige ideen — å høyne kvaliteten på underholdningsmusikken). Через некоторое время после этого заявления группа распалась, а её бывшие участники в дальнейшем снова представляли Норвегию на Евровидении.

## Дискография

### Альбомы
- Bendik Singers (1973)